# Венцислав Бенгюзов
Венцислав Божидаров Бенгюзов e български професионален футболист, младежки национал на България, който към април 2021 година е състезател на ПФК Пирин (Благоевград). Играе като полузащитник, но може да се изявява и като втори нападател.

## Кратка спортна биография
Роден е на 22 януари 1991 в Сандански, но семейството му живее в село Долна Градешница.
Започва да тренира футбол през 1997 г. в местния Перун (Кресна), а първият му треньор е Иван Златков. През 2000 г. взима участие на футболен турнир за деца до 12-годишна възраст „Данониада“, на който отбора завършва на трето място, а Бенгюзов е избран за най-техничен състезател. През 2005 г. преминава в школата на втородивизионния Пирин 1922 при треньора Венцислав Гочев. С него взима участие на международен турнир за деца в Италия, на който отбора завършва на трето място, а Венци е голмайстор на турнира със 7 гола. Една година по-късно участва на ежегодния кастинг провеждан от Академия Литекс за попълване на детските състави на който е одобрен и постъпва в школата на „оранжевите“. Първият му треньор в Академията е Митко Маринов с когото през 2006 г. печели бранзов медал от Републиканското първенство за юноши родени 1991 г. През следващата 2007 г. Венцислав вече се състезава за старшата формация с треньор Евгени Колев.
Дебютът му за мъжкия състав е на 18 април 2007 при победата с 11:0 срещу Черноморец-Бургас в среща от А група, когато Люпко Петрович му гласува доверие и го пуска като смяна на Небойша Йеленкович.  Тогава Бенгюзав е едва на 16 години и 2 месеца и по този начин подобрява клубния рекорд поставен от Светослав Тодоров за най-млад състезател дебютирал в елита.
През сезон 2008 – 09 е неизменен титуляр за старшата възраст с която играе финал на турнира „Юлиян Манзаров“ , както и за дублиращия отбор на ловчанлии за когото отбелязва 11 гола. През 2009 г. с „оранжевите“ и старши треньор Евгени Колев достига до финал за Купата на БФС при юношите старша възраст, родени през 1991 г. В Правец Литекс губи драматично финала от Левски (София) със 7:8 след изпълнение на дузпи (1:1 в редовното време). В началото на юли 2009 подписва 3-годишен професионален договор. От началото на сезон 2009 – 10 е пратен да се обиграва във втородивизионния Брестник (Пловдив), а от началото на 2011 г. е отдаден под наем на елитния Пирин (Благоевград).

## Национален отбор
Получава повиквателна за юношеския Нац. отбор 91 набор с треньор Красимир Борисов. Записва участие в евроквалификациите срещу Хърватска, Унгария, Грузия, Босна, Северна Ирландия и Исландия на които отбелязва един гол. През 2010 г. получава повиквателна за младежкия Нац. отбор с треньор Михаил Мадански. Има един изигран мач срещу връстниците си от Черна гора.

## Успехи
- Купа на България (1): 2009